# Mesquita dos Omíadas
A Mesquita dos Omíadas, Mesquita de Umayyad ou Grande Mesquita de Damasco (em árabe: جامع بني أمية الكبير, transl.: Ğām' Banī 'Umayyah al-Kabīr) está localizada na cidade de Damasco, capital da Síria. Faz parte do Patrimônio Mundial da UNESCO e é considerada o quarto lugar mais sagrado para os muçulmanos.
A mesquita guarda mosaicos e minaretes de sua construção original. 

## História
Logo após a conquista de Damasco (636), o califa omíada Ualide I mandou demolir a basílica cristã em honra a João Batista para construir uma grande mesquita. Inicialmente, a conquista muçulmana não afetou a igreja, pois o edifício era compartilhado pelos fiéis cristãos e muçulmanos. Com o tempo, estes construíram uma estrutura de tijolos de barro encostada na parede sul da igreja para que os cristãos pudessem rezar. De acordo com a lenda, o próprio Ualide I iniciou a demolição cravando um prego de ouro na estrutura. 
A mesquita abriga um santuário no qual acredita-se estar preservada a cabeça de João Batista, que é considerado um Profeta do Islã e chamado Yahya. Supostamente, a cabeça foi encontrada durante as escavações para a construção da mesquita. É também ali que acredita-se que Isa (Jesus) voltará no Fim dos Tempos. 
O Mausoléu de Saladino está ali também, num pequeno jardim anexo à muralha norte.
Em 6 de maio de 2001, o papa João Paulo II se tornou o primeiro papa católico da história a entrar e rezar numa mesquita. Respeitosamente removendo os seus sapatos, ele entrou na Mesquita dos Omíadas, uma antiga igreja cristã bizantina dedicada a São João Batista (que, acredita-se, está enterrado lá), em Damasco, na Síria, e ali deu um discurso que incluiu a seguinte afirmação:
"Por todas as vezes que os cristãos e os muçulmanos se ofenderam entre si, precisamos buscar o perdão do Todo Poderoso e oferecer uns aos outros o perdão".